# Xoixons orientals
Els xoixons orientals són una fracció dels xoixons, una de les tribus de la Gran Conca que principalment vivien a Wyoming i al límit nord-oest de Utah. Vivien a les muntanyes Rocoses quan foren visitats el 1805 per l'expedició de Lewis i Clark i adoptaren el cavall i la Cultura de les grans planúries americanes.
Els xoixons orientals actualment es troben principalment assentats a la reserva índia Wind River a Wyoming, després que el seu cap Washakie signés el tractat de Fort Bridger en 1868.

## Idioma
Els xoixons orientals parlen el xoixon, una llengua numic central de la família lingüística uto-asteca. És parlat a la reserva índia Wind River.

## Bandes
Les bandes dels xoixons rebien el seu nom o bé per la seva llar geogràfica o per la seva font primària d'alimentació.
- Kuccuntikka (Guchundeka', menjadors de búfals)
- Tukkutikka (Tukudeka, menjadors de muflons), més tard units als xoixons septentrionals
- Boho'inee (Pohoini, Pohogwe, gent de l'herba de sàlvia, gent de l'artemisa)

## Comunitats i tribus contemporànies
- Banda nord-oest de la Nació Xoixon de Utah (Washakie)
- Tribu Xoixon de la reserva índia Wind River, Wyoming

- Fort Washakie
- Wind River, Wyoming
- Crowheart

## Notables xoixons orientals
- Washakie (c. 1798–1900), cabdill i diplomàtic